# 安德烈亚·纳卡里
安德烈亚·纳卡里（義大利語：Andrea Naccari，1841年8月12日—1919年10月2日），意大利物理学家，因研究金属的热电性质，浸入液体的金属的光电效应，气体和液体介质的导电性等而知名。
1862年，他获得了帕多瓦大學数学博士学位，导师是弗朗切斯科·罗塞蒂。